# فورت (باواریای پایین)
فورت (باواریای پایین) (به آلمانی: Furth, Lower Bavaria) یک شهر در آلمان است که در لندسهوت واقع شده‌است.

## خصوصیات
فورت ۲۰٫۹۷ کیلومترمربع مساحت دارد ۴۲۹ متر بالاتر از سطح دریا واقع شده‌است.